# Plattform 20000frauen
Die Plattform 20000frauen ist eine überparteiliche Plattform, die 2010 in Wien gegründet wurde und sich für frauenpolitische bzw. feministische Anliegen einsetzt.

## Geschichte
Im März 2010 entstand im Umfeld der autonomen Wiener Frauenbewegung und dem Bund Demokratischer Frauen eine Initiative zur Organisation einer Großdemonstration zum 100. Internationalen Frauentag. Nach mehreren kleinen Treffen formierte sich schließlich im September 2010 die Plattform 20000frauen als offene Arbeitsgruppe, Ziel war die konkrete Organisation der Frauendemonstration auf der Wiener Ringstraße am 19. März 2011. Aktivistinnen der Plattform trafen sich fortan in regelmäßigen Abständen an unterschiedlichen Orten in Wien.

## Name
Am 19. März 1911 fand in Wien auf der Ringstraße die erste große Demonstration für Frauenrechte in Österreich statt, an der rund 20.000 Frauen und Männer teilnahmen. Gefordert wurde damals unter anderem das Wahlrecht für Frauen, der Acht-Stunden-Arbeitstag, die Legalisierung des Schwangerschaftsabbruchs und gleicher Lohn für gleiche Arbeit. Der Name „Plattform 20000frauen“ bezieht sich auf dieses Ereignis, Ziel war es zudem, am 19. März 2011 abermals 20.000 Frauen bzw. Menschen für die Demonstration zum 100. Internationalen Frauentag gewinnen zu können. Zusätzlich wurde für die Demonstration das Motto „AUS! Aktion Umsetzung. Sofort“ gewählt.

## Frauendemonstration am 19. März 2011
Im Vorfeld der Demonstration fand eine breite Mobilisierung im Umfeld feministischer bzw. frauenpolitischer Organisationen statt. Unter anderem wurden Organisationen wie auch Einzelpersonen dazu aufgerufen, ihre drei wichtigsten frauenpolitischen Forderungen an die Plattform zu schicken, diese wurden auf der Website der 20000frauen veröffentlicht. Parallel dazu wurden in Wien Flashmobs sowie Pressekonferenzen veranstaltet, um auf die Demonstration aufmerksam zu machen. Angestrebt wurde ein möglichst breites Bündnis, wobei nur rechte Organisationen und Parteien ausgeschlossen wurden. Nachdem auch die ÖVP-Frauen ihre Forderungen geschickt hatten und diese veröffentlicht wurden, kam es zu Kritik einiger feministischer Initiativen, die sich nicht mit der Plattform solidarisch erklärten. Für die Demonstration wurde in Gedenken an 1911 der 19. März gewählt, am 8. März 2011 fand trotzdem die traditionelle autonom organisierte Demonstration zum Internationalen Frauentag in Wien statt. Als gemeinsamer Statement der Plattform wurde ein Visionen-Text unter dem Titel „Frauen, gemeinsam verändern wir die Welt und uns selbst!“ veröffentlicht, in dem unter anderem ein Leben ohne Gewalt, Rassismus und Sexismus gefordert wird. Die Demonstration am 19. März 2011 startete schließlich mit einer Kundgebung am Wiener Schwarzenbergplatz, der Demonstrationszug bewegte sich anschließend über die Ringstraße Richtung Parlament. Beim Parlament fand schließlich ab 16 Uhr eine Abschlusskundgebung statt, bei der auch verschiedene Musikerinnen auftraten. An der Demonstration nahmen laut Angaben der Veranstalterinnen rund 15.000 Menschen teil, die Polizei sprach von 5000 Teilnehmern.

## Weitere Aktivitäten
Nach der Frauendemonstration am 19. März 2011 trafen sich Plattform-Aktivistinnen weiterhin einmal im Monat  in Wien. In unregelmäßigen Abständen wurden Aktionen im öffentlichen Raum organisiert sowie Stellungnahmen verfasst, die sich unter anderem mit den Themen Asylpolitik, Gleichstellung von Lebensgemeinschaften und Verteilungsgerechtigkeit auseinandersetzten. Am 7. Oktober 2011 fand im Wiener Schloss Laudon in Kooperation mit der Frauenministerin eine Frauenenquete zum Thema „Arbeit.Neu.Denken“ statt, womit an die Tradition der Frauenenqueten unter Frauenministerin Johanna Dohnal angeknüpft wurde. Am 5. November 2012 folgte die Enquete „Frauen.Körper.Politiken“ in den Räumlichkeiten des Gesundheitsministeriums, am 7. Juni 2013 fand abermals im Schloss Laudon die dritte Frauenenquete unter dem Titel „Maskulinismus.Anti.Feminismus“ statt. Am 12. Mai 2012 veranstaltete die Plattform 20000frauen schließlich die „Zeltstadt der Frauen“, die Wiener Ringstraße wurde dafür abschnittsweise für den Verkehr gesperrt. In Themenzelten, die auf der Ringstraße aufgebaut wurden, fanden frauenpolitische Diskussionen statt, zudem gab es Info-Stände verschiedener Organisationen, Lesungen und Konzerte. Die Medien-Arbeitsgruppe der Plattform 20000frauen gibt zudem ein  feministisches Satiremagazin heraus, von dem bisher vier Ausgaben erschienen sind.